# Парламентські вибори в Хорватії 2024
Дострокові парламентські вибори в Хорватії 2024 відбулися 17 квітня 2024 року, щоб обрати 151 депутата хорватського Сабору. Ці вибори стали 11-ми з моменту перших багатопартійних виборів у Хорватії і четвертими після вступу Хорватії до Євросоюзу 2013 року.
Особливість цих парламентських виборів полягала в тому, що головна боротьба розгорнулася між партіями звинуваченого в корупції прем'єра Андрея Пленковича та президента Хорватії Зорана Милановича, якому закидають проросійську позицію.
Державна виборча комісія оголосила, що станом на 11:30 у цих виборах узяли участь 24,18% виборців, що становить 747,986 голосів. Таким чином, явка до 11:30 майже на третину вища, ніж на попередніх парламентських виборах у цій країні, коли в цей час проголосувало 18,09% виборців.

## Виборча система
151 депутата хорватського Сабору обирають терміном на чотири роки на основі прямого, загального та рівного виборчого права таємним голосуванням. 151 депутат обирається у 10-ти виборчих округах та двох спеціальних:
- Десять округів по 14 депутатів кожен, обирають 140 депутатів за пропорційною системою з відкритими списками для прохідним бар'єром у 5%; місця для партій, які пройшли через цей поріг, розподіляються за методом д'Ондта.
- 11-ий округ, призначений для хорватської діаспори у світі обирає 3 депутатів.
- 12-ий округ обирає представників національних меншин, місця для яких були завчасно розподілені: 3 місця для сербської меншини, 1 для італійської, 1 для угорської, 1 для чеської та словацької меншин, 1 для албанської, босняцької, македонської, чорногорської та словенської меншин, і ще 1 для австрійської, болгарської, німецької, єврейської, польської, ромської, румунської, русинської, російської, турецької, української та власької меншин.

Вибори проводяться після закінчення мандата чи розпуску старого парламенту.

## Історія
Спочатку передбачалося, що голосування проведуть восени. Проте, через звинувачення у корупції Хорватської демократичної співдружності (ХДС) прем'єр-міністра Андрея Пленковича з боку опозиції в країні сталася політична криза, на тлі якої у березні 2024 року відбувся розпуск парламенту.
Після початку війни в Україні між двома хорватськими лідерами спалахнув конфлікт. Президент Зоран Миланович неодноразово критикував дії ЄС та НАТО за допомогу Україні. Голову держави нерідко звинувачували у проросійській позиції. Він очолив коаліцію партій, провідною у якій виступала Соціал-демократична партія (СДП).

## Соціологічні опитування

Локальна регресія проведених опитувань

## Виборчі списки
| Партія/коаліція | Партія/коаліція                   | Партія/коаліція | Ідеологія                              | Позиція                        | Лідер            | Результат 2020 року | Результат 2020 року |
| Партія/коаліція | Партія/коаліція                   | Партія/коаліція | Ідеологія                              | Позиція                        | Лідер            | % голосів           | Місць               |
| --------------- | --------------------------------- | --- | -------------------------------------- | ------------------------------ | ---------------- | ------------------- | ------------------- |
|                 | ХДС+ HDZ+                         | ХДС та інші HDZ i partneri - Хорватська демократична співдружність (ХДС) - Хорватська соціал-ліберальна партія (ХСЛП) - Хорватська народна партія — ліберал-демократи (ХНС–ЛД) - Хорватська демохристиянська партія (ХДП) - Хорватська партія пенсіонерів (ХПП) - Безпартійна Маріяна Петір    | Консерватизм Християнська демократія   | Правоцентризм                  | Андрей Пленкович | 37.26%              | 62 / 151            |
| 2 / 151         | ХДС+ HDZ+                         | ХДС та інші HDZ i partneri - Хорватська демократична співдружність (ХДС) - Хорватська соціал-ліберальна партія (ХСЛП) - Хорватська народна партія — ліберал-демократи (ХНС–ЛД) - Хорватська демохристиянська партія (ХДП) - Хорватська партія пенсіонерів (ХПП) - Безпартійна Маріяна Петір    | Консерватизм Християнська демократія   | Правоцентризм                  | Андрей Пленкович | 37.26%              |                     |
| 1 / 151         | ХДС+ HDZ+                         | ХДС та інші HDZ i partneri - Хорватська демократична співдружність (ХДС) - Хорватська соціал-ліберальна партія (ХСЛП) - Хорватська народна партія — ліберал-демократи (ХНС–ЛД) - Хорватська демохристиянська партія (ХДП) - Хорватська партія пенсіонерів (ХПП) - Безпартійна Маріяна Петір    | Консерватизм Християнська демократія   | Правоцентризм                  | Андрей Пленкович | 37.26%              |                     |
| 1.30%           | ХДС+ HDZ+                         | ХДС та інші HDZ i partneri - Хорватська демократична співдружність (ХДС) - Хорватська соціал-ліберальна партія (ХСЛП) - Хорватська народна партія — ліберал-демократи (ХНС–ЛД) - Хорватська демохристиянська партія (ХДП) - Хорватська партія пенсіонерів (ХПП) - Безпартійна Маріяна Петір    | Консерватизм Християнська демократія   | Правоцентризм                  | Андрей Пленкович | 1 / 151             |                     |
|                 | РС RP                             | Річки справедливості Rijeke pravde - Соціал-демократична партія Хорватії (СДП) - Хорватська селянська партія (ХСП) - Громадянсько-ліберальний союз (ГЛАС) - Центр - Далія Орешкович і люди з імʼям та прізвищем (ДО і ПІП) - Народна партія — реформісти (НП–Р) - Безпартійний Боян Главашевич | Соціал-демократія Соціал-лібералізм    | Від центризму до лівоцентризму | Педжа Грбін      | 24.87%              | 33 / 151            |
| 2 / 151         | РС RP                             | Річки справедливості Rijeke pravde - Соціал-демократична партія Хорватії (СДП) - Хорватська селянська партія (ХСП) - Громадянсько-ліберальний союз (ГЛАС) - Центр - Далія Орешкович і люди з імʼям та прізвищем (ДО і ПІП) - Народна партія — реформісти (НП–Р) - Безпартійний Боян Главашевич | Соціал-демократія Соціал-лібералізм    | Від центризму до лівоцентризму | Педжа Грбін      | 24.87%              |                     |
| 1 / 151         | РС RP                             | Річки справедливості Rijeke pravde - Соціал-демократична партія Хорватії (СДП) - Хорватська селянська партія (ХСП) - Громадянсько-ліберальний союз (ГЛАС) - Центр - Далія Орешкович і люди з імʼям та прізвищем (ДО і ПІП) - Народна партія — реформісти (НП–Р) - Безпартійний Боян Главашевич | Соціал-демократія Соціал-лібералізм    | Від центризму до лівоцентризму | Педжа Грбін      | 24.87%              |                     |
| 3.98%           | РС RP                             | Річки справедливості Rijeke pravde - Соціал-демократична партія Хорватії (СДП) - Хорватська селянська партія (ХСП) - Громадянсько-ліберальний союз (ГЛАС) - Центр - Далія Орешкович і люди з імʼям та прізвищем (ДО і ПІП) - Народна партія — реформісти (НП–Р) - Безпартійний Боян Главашевич | Соціал-демократія Соціал-лібералізм    | Від центризму до лівоцентризму | Педжа Грбін      | 1 / 151             |                     |
| 3.98%           | РС RP                             | Річки справедливості Rijeke pravde - Соціал-демократична партія Хорватії (СДП) - Хорватська селянська партія (ХСП) - Громадянсько-ліберальний союз (ГЛАС) - Центр - Далія Орешкович і люди з імʼям та прізвищем (ДО і ПІП) - Народна партія — реформісти (НП–Р) - Безпартійний Боян Главашевич | Соціал-демократія Соціал-лібералізм    | Від центризму до лівоцентризму | Педжа Грбін      | 1 / 151             |                     |
|                 | ВР+ DP+                           | Вітчизняний рух Domovinski pokret - Вітчизняний рух (ВР) - Право і справедливість (ПіС) - Блок для Хорватії (БЛОК) - Зелений список (ЗС) | Націонал-консерватизм Правий популізм  | Від правиці to ультраправиці   | Іван Пенава      | 10.89%              | 11 / 151            |
| 1 / 151         | ВР+ DP+                           | Вітчизняний рух Domovinski pokret - Вітчизняний рух (ВР) - Право і справедливість (ПіС) - Блок для Хорватії (БЛОК) - Зелений список (ЗС) | Націонал-консерватизм Правий популізм  | Від правиці to ультраправиці   | Іван Пенава      | 10.89%              |                     |
|                 | Міст–Сувереністи Most–Suverenisti | Міст–Сувереністи Most–Suverenisti - Міст - Хорватські сувереністи (ХС) - Хорватська консервативна партія (ХКП) - Незалежний молодіжний список (НМС) | Націонал-консерватизм Суверенізм       | Правиця                        | Нікола Грмоя     | 7.39%               | 8 / 151             |
| [ i ]           | Міст–Сувереністи Most–Suverenisti | Міст–Сувереністи Most–Suverenisti - Міст - Хорватські сувереністи (ХС) - Хорватська консервативна партія (ХКП) - Незалежний молодіжний список (НМС) | Націонал-консерватизм Суверенізм       | Правиця                        | Нікола Грмоя     | 4 / 151             |                     |
|                 | Можемо! Možemo!                   | Можемо! Možemo! | Зелена політика Екосоціалізм           | Від лівоцентризму до лівиці    | Сандра Бенчич    | 6.99%               | 4 / 151             |
|                 | НХ NH                             | Наша Хорватія Naša Hrvatska - Соціал-демократи (СД) - Хорватські лейбористи – Партія праці (Лейбористи) - Демократи - Демократична асамблея Істрії (ДАІ) - Приморсько-Горанський союз (ПГС) | Соціал-демократія Регіоналізм          | Від лівиці до лівоцентризму    | Даворко Відович  | [ k ]               | 3 / 151             |
|                 | РФ RF                             | Робітничий фронт Radnička fronta | Демократичний соціалізм Лівий популізм | Від лівиці to ультралівиці     | Катарина Пеович  | [ l ]               | 1 / 151             |
|                 | Фокус–Республіка Fokus–Republika  | Фокус–Республіка Fokus–Republika - Фокус - Республіка | Лібералізм Реформізм                   | Центризм                       | Дамір Ванджелич  | [ m ]               | 1 / 151             |

## Результати

### Результати виборів загалом
| Партія                                                | Партія                                        | Голоси    | %      | Місця | ±    |
| ----------------------------------------------------- | --------------------------------------------- | --------- | ------ | ----- | ---- |
|                                                       | Хорватська демократична співдружність та інші | 729,949   | 34.42  | 61    | –7   |
|                                                       | Річки справедливості                          | 538,748   | 25.40  | 42    | +2   |
|                                                       | Вітчизняний рух та інші                       | 202,714   | 9.56   | 14    | +2   |
|                                                       | Можемо!                                       | 193,051   | 9.10   | 10    | +5   |
|                                                       | Міст–Хорватські сувереністи                   | 169,988   | 8.02   | 11    | –1   |
|                                                       | Фокус–Республіка                              | 47,715    | 2.25   | 1     | –1   |
|                                                       | Наша Хорватія                                 | 47,655    | 2.25   | 2     | –1   |
|                                                       | Пенсіонери разом                              | 40,755    | 1.92   | 0     | 0    |
|                                                       | Рішучість і справедливість                    | 26,198    | 1.24   | 0     | Нова |
|                                                       | Незалежна платформа Півночі                   | 25,830    | 1.22   | 2     | Нова |
|                                                       | Партія Івана Пернара                          | 19,367    | 0.91   | 0     | 0    |
|                                                       | За Батьківщину!                               | 18,128    | 0.85   | 0     | 0    |
|                                                       | Робітничий фронт                              | 16,869    | 0.80   | 0     | –1   |
|                                                       | Відповідь півночі та півдня                   | 7,051     | 0.33   | 0     | Нова |
|                                                       | Автохтонна хорватська права партія            | 6,291     | 0.30   | 0     | 0    |
|                                                       | Рух за сучасну Хорватію                       | 1,684     | 0.08   | 0     | 0    |
|                                                       | Cуспільне благо                               | 1,650     | 0.08   | 0     | Нова |
|                                                       | Соціалістична робітнича партія Хорватії       | 1,206     | 0.06   | 0     | 0    |
|                                                       | Праведна Хорватія                             | 1,124     | 0.05   | 0     | Нова |
|                                                       | Хорватська партія громадянського опору        | 998       | 0.05   | 0     | 0    |
|                                                       | Хорватська права партія – д-р. Анте Старчевич | 862       | 0.04   | 0     | Нова |
|                                                       | Меджимурський демократичний союз              | 762       | 0.04   | 0     | Нова |
|                                                       | Далматинська дія                              | 699       | 0.03   | 0     | Нова |
|                                                       | Партія хорватської єдності                    | 231       | 0.01   | 0     | Нова |
|                                                       | Безпартійні                                   | 21,234    | 1.00   | 0     | 0    |
| Всього                                                | Всього                                        | 2,120,779 | 100.00 | 143   | 0    |
| Всього дійсних                                        | Всього дійсних                                | 2,120,779 | 97.27  |       |      |
| Недійсні/пусті бюлетені                               | Недійсні/пусті бюлетені                       | 59,632    | 2.73   |       |      |
| Всього голосів                                        | Всього голосів                                | 2,180,411 | 100.00 |       |      |
| Зареєстровано виборців/явка                           | Зареєстровано виборців/явка                   | 3,523,270 | 61.89  |       |      |
| Джерело: Державна виборча комісія Республіки Хорватія |                                               |           |        |       |      |

### Результати за виборчими округами
Результати партій, які набрали 5% або більше, необхідних для отримання місць в округах, виділені жирним текстом.
| Виборчий округ                                        | ХДС+ | ХДС+  | РС   | РС    | ВР+  | ВР+   | Можемо! | Можемо! | Міст–Сувереністи | Міст–Сувереністи | Фокус–Республіка | Фокус–Республіка | НХ   | НХ    | НПП  | НПП   |   |
| Виборчий округ                                        | %    | Місць | %    | Місць | %    | Місць | %       | Місць   | %                | Місць            | %                | Місць            | %    | Місць | %    | Місць |   |
| ----------------------------------------------------- | ---- | ----- | ---- | ----- | ---- | ----- | ------- | ------- | ---------------- | ---------------- | ---------------- | ---------------- | ---- | ----- | ---- | ----- | - |
| Виборчий округ                                        | I    | 27.7  | 5    | 24.4  | 4    | 9.3   | 1       | 19.9    | 3                | 7.4              | 1                | 3.4              | 0    | 0.9   | 0    | –     | – |
| II                                                    | 35.3 | 6     | 24.8 | 4     | 11.1 | 2     | 8.6     | 1       | 9.1              | 1                | 2.7              | 0                | 1.2  | 0     | –    | –     |   |
| III                                                   | 27.6 | 5     | 36.8 | 6     | 5.1  | 0     | 6.2     | 1       | 3.8              | 0                | 0.9              | 0                | –    | –     | 12.2 | 2     |   |
| IV                                                    | 41.8 | 7     | 25.2 | 4     | 13.1 | 2     | 5.5     | 0       | 6.0              | 1                | 1.0              | 0                | 1.0  | 0     | –    | –     |   |
| V                                                     | 42.8 | 7     | 19.6 | 3     | 17.4 | 3     | 3.6     | 0       | 8.5              | 1                | 1.0              | 0                | 0.4  | 0     | –    | –     |   |
| VI                                                    | 24.8 | 4     | 23.8 | 4     | 8.7  | 1     | 18.1    | 3       | 9.5              | 1                | 7.8              | 1                | 0.6  | 0     | –    | –     |   |
| VII                                                   | 41.3 | 7     | 25.4 | 4     | 8.6  | 1     | 6.9     | 1       | 6.6              | 1                | 1.6              | 0                | 0.7  | 0     | –    | –     |   |
| VIII                                                  | 21.3 | 4     | 33.4 | 6     | 4.0  | 0     | 10.2    | 1       | 5.7              | 1                | 1.9              | 0                | 15.9 | 2     | –    | –     |   |
| IX                                                    | 39.7 | 7     | 19.4 | 3     | 10.6 | 2     | 4.4     | 0       | 12.1             | 2                | 1.0              | 0                | 0.9  | 0     | –    | –     |   |
| X                                                     | 37.0 | 6     | 25.5 | 4     | 10.8 | 2     | 5.3     | 0       | 11.5             | 2                | 0.5              | 0                | 0.5  | 0     | –    | –     |   |
| XI                                                    | 79.5 | 3     | –    | –     | –    | –     | 3.1     | 0       | 6.6              | 0                | 0.5              | 0                | –    | –     | –    | –     |   |
| Всього                                                | 34.4 | 61    | 25.4 | 42    | 9.6  | 14    | 9.1     | 10      | 8.0              | 11               | 2.2              | 1                | 2.2  | 2     | 1.2  | 2     |   |
| Джерело: Державна виборча комісія Республіки Хорватія |      |       |      |       |      |       |         |         |                  |                  |                  |                  |      |       |      |       |   |

У двох округах (III та X), Можемо! та Вітчизняний рух не отримали місць у відповідних округах, незважаючи на той факт, що парті набрали більше 5%. Це відбулось завдяки особливості методу д'Ондта, та невеликої кількості місць в округах, а саме 14, які розподіляються між партіями, що подолали пʼятивідсотковий барʼєр.

### Результати місць національних меншин
| Сербська меншина | Сербська меншина            | Сербська меншина                             | Сербська меншина | Сербська меншина |
| Кандидат | Кандидат                    | Партія                                       | Голоси           | %                |
| --- | --------------------------- | -------------------------------------------- | ---------------- | ---------------- |
| | Милорад Пуповац             | Самостійна демократична сербська партія      | 11,660           | 31.60            |
| | Аня Шимпрага                | Самостійна демократична сербська партія      | 10,842           | 29.38            |
| | Драгана Єцков               | Самостійна демократична сербська партія      | 10,344           | 28.03            |
| | Срджан Милакович            | Демократичний союз сербів                    | 2,189            | 5.93             |
| | Драган Црногорац            | Безпартійний                                 | 1,869            | 5.06             |
| Всього | Всього                      | Всього                                       | 36,904           | 100.00           |
| Всього дійсних | Всього дійсних              | Всього дійсних                               | 15,353           | 97.27            |
| Недійсні/пусті бюлетені | Недійсні/пусті бюлетені     | Недійсні/пусті бюлетені                      | 579              | 2.73             |
| Всього голосів | Всього голосів              | Всього голосів                               | 15,932           | 100.00           |
| Зареєстровано виборців/явка | Зареєстровано виборців/явка | Зареєстровано виборців/явка                  | 15,939           | 99.96            |
| Угорська меншина |                             |                                              |                  |                  |
| Кандидат | Кандидат                    | Партія                                       | Голоси           | %                |
| | Роберт Янкович              | Демократичний союз угорців Хорватії          | 2,804            | 31.60            |
| Всього | Всього                      | Всього                                       | 2,804            | 100.00           |
| Всього дійсних | Всього дійсних              | Всього дійсних                               | 2,804            | 97.46            |
| Недійсні/пусті бюлетені | Недійсні/пусті бюлетені     | Недійсні/пусті бюлетені                      | 73               | 2.54             |
| Всього голосів | Всього голосів              | Всього голосів                               | 2,877            | 100.00           |
| Зареєстровано виборців/явка | Зареєстровано виборців/явка | Зареєстровано виборців/явка                  | 2,877            | 100.00           |
| Італійська меншина |                             |                                              |                  |                  |
| Кандидат | Кандидат                    | Партія                                       | Голоси           | %                |
| | Фуріо Радін                 | Безпартійний                                 | 971              | 50.92            |
| | Коррадо Дусіч               | Безпартійний                                 | 936              | 49.08            |
| Всього | Всього                      | Всього                                       | 1,907            | 100.00           |
| Всього дійсних | Всього дійсних              | Всього дійсних                               | 1,907            | 97.74            |
| Недійсні/пусті бюлетені | Недійсні/пусті бюлетені     | Недійсні/пусті бюлетені                      | 44               | 2.26             |
| Всього голосів | Всього голосів              | Всього голосів                               | 1,951            | 100.00           |
| Зареєстровано виборців/явка | Зареєстровано виборців/явка | Зареєстровано виборців/явка                  | 1,951            | 100.00           |
| Чеська та словацька меншини |                             |                                              |                  |                  |
| Кандидат | Кандидат                    | Партія                                       | Голоси           | %                |
| | Владімір Білек              | Безпартійний                                 | 1,764            | 93.04            |
| | Іван Комак                  | Матиця словацька Осієк                       | 132              | 6.96             |
| Всього | Всього                      | Всього                                       | 1,896            | 100.00           |
| Всього дійсних | Всього дійсних              | Всього дійсних                               | 1,896            | 99.42            |
| Недійсні/пусті бюлетені | Недійсні/пусті бюлетені     | Недійсні/пусті бюлетені                      | 11               | 0.58             |
| Всього голосів | Всього голосів              | Всього голосів                               | 1,907            | 100.00           |
| Зареєстровано виборців/явка | Зареєстровано виборців/явка | Зареєстровано виборців/явка                  | 1,908            | 99.95            |
| Австрійська, болгарська, німецька, польська, ромська, румунська, русинська, російська, турецька, українська, власька та єврейська меншини |                             |                                              |                  |                  |
| Кандидат | Кандидат                    | Партія                                       | Голоси           | %                |
| | Велько Кайтазі              | Союз ромів у Республіці Хорватія «Калі Сара» | 3,017            | 31.60            |
| | Франьо Хорват               | Асоціація ромів «Крок за кроком»             | 1,400            | 29.38            |
| | Елвіс Краль                 | Безпартійний                                 | 440              | 28.03            |
| Всього | Всього                      | Всього                                       | 4,857            | 100.00           |
| Всього дійсних | Всього дійсних              | Всього дійсних                               | 4,857            | 98.60            |
| Недійсні/пусті бюлетені | Недійсні/пусті бюлетені     | Недійсні/пусті бюлетені                      | 68               | 1.40             |
| Всього голосів | Всього голосів              | Всього голосів                               | 4,925            | 100.00           |
| Зареєстровано виборців/явка | Зареєстровано виборців/явка | Зареєстровано виборців/явка                  | 4,931            | 99.88            |
| Албанська, босняцька, македонська, чорногорська та словенська меншини                                                                     |                             |                                              |                  |                  |
| Кандидат | Кандидат                    | Партія                                       | Голоси           | %                |
| | Армін Ходжич                | Босняки разом!                               | 3,357            | 47.04            |
| | Ерміна Лекай Прляскай       | Союз албанців у Республіці Хорватія          | 2,249            | 31.51            |
| | Шоїп Шоїпі                  | Безпартійний                                 | 1,414            | 19.81            |
| | Сулейман Табакович          | Безпартійний                                 | 117              | 1.64             |
| Всього | Всього                      | Всього                                       | 7,137            | 100.00           |
| Всього дійсних | Всього дійсних              | Всього дійсних                               | 7,137            | 99.04            |
| Недійсні/пусті бюлетені | Недійсні/пусті бюлетені     | Недійсні/пусті бюлетені                      | 69               | 0.96             |
| Всього голосів | Всього голосів              | Всього голосів                               | 7,206            | 100.00           |
| Зареєстровано виборців/явка | Зареєстровано виборців/явка | Зареєстровано виборців/явка                  | 7,213            | 99.90            |
| Джерело: Державна виборча комісія Республіки Хорватія                                                                                     |                             |                                              |                  |                  |

## Наслідки
Андрей Пленкович оголосив про перемогу від імені Хорватської демократичної співдружності і сказав, що він розпочне процес формування нової парламентської більшості для формування третього уряду ХДС 18 квітня 2024 року. Він також привітав інші партії, які пройшли до Сабору. Очільник Соціал-демократичної партії Педжа Грбін сказав, що вони сподівалися на кращий результат, але сказав, що вони також розпочнуть переговори щодо формування нового уряду. Під час переговорів щодо формування нового уряду, праворадикальний Вітчизняний рух було названо ключовою стороною у формації будь-якої коаліції.
Як один зі сценаріїв формування нового уряду Грбін представив ідею антикорупційного уряду. Це означало б створення парламенту, в якому, принаймні тимчасово, більшість складатимуть усі опозиційні партії (Можемо!, Річки справедливості, ДАІ, Фокус, Міст і ВР). Така парламентська більшість могла б прийняти кілька важливих законів, у тому числі і виборчий, а також скасувати призначення державного прокурора Івана Турудича. Після цього, якщо сторони не змогли б домовитись про формування спільного уряду, могли би бути проведені нові вибори.
5 травня було досягнуто домовленості щодо коаліційного уряду ХДС і ВР, прем'єр-міністром якого знову став Пленкович. ВР отримав три міністерства: демографії, сільського господарства та енергетики, яке відділили від Міністерства економіки. Представників сербської меншини виключили з нового уряду через опозицію з боку Вітчизняного руху. 10 травня Пленкович подав 78 підписів представників на зустрічі з президентом Милановичем у Президентському палац, після чого Миланович надав Пленковичу мандат на формування його третього уряду. Підписи поставили 61 депутат коаліції ХДС, 12 депутатів ВР, чотири представники національнин меншин та Весна Вучемілович, яку згодом виключили зі складу Хорватських сувереністів. 17 травня Сабор затвердив новий уряд 79 голосами проти 61.

## Нотатки
1. ↑  15 березня Міланович оголосив, що буде кандидатом СДП на посаду премʼєр-міністра, проте вже 18 березня, Конституційний суд постановив, що Міланович зможе бути кандидатом тільки у випадку його відставки з поста президента Хорватії. Після цього рішення, кандидатом на посаду премʼєр-міністра соціал-демократів став лідер СДП Педжа Грбін.
2. ↑  На виборах 2020 року, коаліція ХДС отримала 66 місць, проте на виборах 2024 коаліція змінила свій склад, і до неї доєднались ХНС–ЛД, ХПП та відʼєнались ХДACБ. У кожної з трьох партій було по 1 місцю відповідно.
3. 1 2  Як коаліція «Рестарт»
4. ↑  Як Зелено-ліва коаліція
5. ↑  Результат коаліції ХДС–ХСЛП–ХДП
6. ↑  Результат ХНС–ЛД
7. ↑  Результат коаліції «Рестарт»
8. ↑  Результат коаліції ПІП–Розумно–Фокус
9. ↑  Хорватські сувереністи були частиною коаліції ВР+
10. ↑  Результат Зелено-лівої коаліції
11. ↑  Демократична асамблея Істрії та Приморсько-Горанський союз були частиною коаліції «Рестарт»
12. ↑  Була частиною Зелено-лівої коаліції
13. ↑  Фокус був частиною коаліції ПІП–Розумно–Фокус
14. ↑  З 61 місць отриманих коаліцією, Хорватська демократична співдружність отримала 55, Хорватська соціал-ліберальна партія – 2, Хорватська народна партія — ліберал-демократи, Хорватська демохристиянська партія, Хорватська партія пенсіонерів та Маріяна Петір по 1 місцю відповідно.
15. ↑  З 42 місць отриманих коаліцією, Соціал-демократична партія Хорватії отримала 37 місць, Центр – 2, Хорватська селянська партія, Громадянсько-ліберальний союз та Далія Орешкович і люди з імʼям та прізвищем по 1 місцю відповідно.
16. ↑  З 14 місць отриманих коаліцією, Вітчизняний рух отримав 11 місць, Право і справедливість, Безпартійні Желько Лацкович та Іван Шипич по 1 місцю відповідно.
17. ↑  З 11 місць отриманих коаліцією, Міст отримав 9 місць, Хорватські сувереністи – 2.
18. ↑  Єдине місце для коаліції отримав Фокус